# أولاد العدوي
قرية أولاد العدوى هي إحدى القرى التابعة لمركز فاقوس في محافظة الشرقية في جمهورية مصر العربية. حسب إحصاءات سنة 2006، بلغ إجمالي السكان في أولاد العدوى 3548 نسمة، منهم 1821 رجل و1727 امرأة.

## التاريخ
قرية أولاد العدوي من القرى القديمة، حيث وردت باسم «بني عدي» في أعمال الشرقية ضمن قرى الروك الصلاحي التي أحصاها ابن مماتي في كتاب قوانين الدواوين، كما وردت «بني عدي» في أعمال الشرقية ضمن قرى الروك الناصري التي أحصاها ابن الجيعان في كتاب «التحفة السنية بأسماء البلاد المصرية». وفي العصر العثماني ورد اسمها في التربيع العثماني الذي أجراه الوالي العثماني سليمان باشا الخادم في عصر السلطان العثماني سليمان القانوني ضمن قرى ولاية الشرقية، وفي تاريخ 1228هـ/1813م الذي عدّ قرى مصر بعد المسح الذي قام به محمد علي باشا باسم «العدوية» ضمن قرى مديرية الشرقية، وفي سنة 1315هـ/1897م، تغيّر الاسم إلى أولاد العدوي.